# Rạch Bà Đăng
Rạch Bà Đăng là một con sông đổ ra Sông Đồng An. Sông có chiều dài 3 km và diện tích lưu vực là km². Rạch Bà Đăng chảy qua tỉnh Long An và Thành phố Hồ Chí Minh.